# Річкова леді
Річкова леді (англ. River Lady) — американський вестерн режисера Джорджа Шермана 1948 року.

## Сюжет
На Захід йде великий караван. Важкі, повільні вози тягнуть виснажені коні і швидкість цього втомленого «організму» настільки мала, що це вже навіть представляє небезпеку, так як на такий караван легше напасти і розграбувати.

## У ролях
- Івонн Де Карло — Секвін
- Ден Дюрьї — Боувейс
- Род Камерон — Ден Корріган
- Гелена Картер — Стефані Моррісон
- Ллойд Гоф — Майк Райлі
- Флоренс Бейтс — Ма Даннеген
- Джон МакІнтайр — Г. Л. Моррісон
- Джек Ламберт — Швед
- Естер Сомерс — місіс Моррісон
- Аніта Тернер — Естер
- Едмунд Кобб — Райдер
- Дьюї Робінсон — Боунцер
- Едді Воллер — Г'юїтт
- Мілтон Кіббі — Лімпі
- Біллі Вейн — Дилер
- Джиммі Амес — Логгер